# Indywidualne Mistrzostwa Polski w Zapasach 1931
7. Mistrzostwa Polski w Zapasach 1931 – zawody sportowe, które odbyły się w Warszawie 27 i 28 czerwca 1931. Walczono wyłącznie w stylu klasycznym.

## Medaliści
| Kategoria:  | Złoto:                                      | Srebro:                                | Brąz:                           |
| 58 kg       | Henryk Ganzera Sokół II Katowice            | Zbigniew Szajewski Legia Warszawa      | Winiarski Legia Warszawa        |
| 62 kg       | Hubert Szmatloch Biały Orzeł Wełnowiec      | Jan Konwa Legia Warszawa               | Edward Więckowski Skra Warszawa |
| 67 kg       | Władysław Bajorek Wisła Kraków              | Emil Gross Wisła Kraków                | Dzięciołowski Skra Warszawa     |
| 73 kg       | Czesław Kiela YMCA Warszawa                 | Erwin Hinz Wima Łódź                   | Henryk Mańka Dąbrowa Górnicza   |
| 79 kg       | Jan Gałuszka Sokół II Katowice              | Henryk Hebda Legia Warszawa            | M. Łukasiewicz Sztekker Poznań  |
| 87 kg       | Bronisław Falkiewicz Elektryczność Warszawa | Józef Zbrożek Skra Warszawa            | Baliszewski Świt Warszawa       |
| ponad 87 kg | Jan Skrodzki YMCA Warszawa                  | Franciszek Gęstwiński Pepege Grudziądz | Jerzy Puciata Legia Warszawa    |